# Кийминки
Кийминки (фин. Kiiminki) — община в провинции Северная Остроботния, Финляндия. Общая площадь территории — 339,00 км², из которых 12,18 км² — вода.

## Демография
На 31 января 2011 года в общине Кийминки проживают 13 124 человека: 6643 мужчины и 6481 женщина.
Финский язык является родным для 99,18 % жителей, шведский — для 0,1 %. Прочие языки являются родными для 0,71 % жителей общины.
Возрастной состав населения:
- до 14 лет — 28,99 %
- от 15 до 64 лет — 62,17 %
- от 65 лет — 8,57 %

Изменение численности населения по годам:
| Год  | Численность |
| ---- | ----------- |
| 1980 | 6208        |
| 1990 | 8580        |
| 2000 | 10 453      |
| 2010 | 13 088      |
| 2011 | 13 124      |